# Giorgia Bellinazzi
Giorgia Bellinazzi (Portogruaro, 20 luglio 2000) è una velocista italiana.

## Biografia
Ha frequentato il Liceo Classico XXV Aprile a Portogruaro, dove abita, ha conseguito la laurea triennale in Economia e Commercio presso l'Università degli Studi di Udine, dov'è tuttora iscritta.
Ha cominciato a praticare atletica leggera all'età di 11 anni, dopo essersi cimentata in diversi sport. 
Da sempre si allena a San Vito al Tagliamento, inizialmente prova tutte le discipline e gareggia dal 2012 al 2017 con i colori della Libertas Sanvitese , per poi passare nel 2018 alla società Brugnera Friulintagli.
Dal 2014 è allenata da Andrea Fogliato (suo attuale tecnico, ex-velocista) e si specializza nella velocità, mostrando una netta predilezione per le gare di 100 e 200 metri, grazie alle quali vince varie medaglie e piazzamenti ai campionati italiani, indossando 3 maglie azzurre giovanili e 1 maglia azzurra assoluta.
Nel 2022 entra a far parte del C.S. Esercito.

## Record nazionali
Promesse (under 23)
- Staffetta 4×100 metri: 43"65 ( Tallinn, 11 luglio 2021) (Aurora Berton, Giorgia Bellinazzi, Chiara Melon, Zaynab Dosso)[3]

## Progressione
| Stagione | Tempo | Luogo  | Data       |
| -------- | ----- | ------ | ---------- |
| 2023     | 7"48  | Ancona | 21/01/2023 |
| 2022     | 7"47  | Ancona | 5/02/2022  |
| 2021     | 7"49  | Udine  | 14/02/2021 |
| 2020     | 7"55  | Udine  | 26/01/2020 |
| 2019     | 7"64  | Udine  | 27/01/2019 |
| 2018     | 7"67  | Udine  | 28/01/2018 |
| 2017     | 7"84  | Modena | 26/02/2017 |
| 2016     | 8"09  | Udine  | 31/01/2016 |
| 2015     | 8"08  | Udine  | 7/02/2015  |
| 2014     | 8"36  | Udine  | 16/02/2014 |
| 2013     | 8"95  | Udine  | 27/01/2013 |
| 2012     | 9"60  | Udine  | 4/03/2012  |

| Stagione | Tempo | Luogo                   | Data       |
| -------- | ----- | ----------------------- | ---------- |
| 2022     | 11"54 | Grosseto                | 22/05/2022 |
| 2021     | 11"56 | Grosseto                | 11/06/2021 |
| 2020     | 11"68 | Trieste                 | 1/08/2020  |
| 2019     | 11"88 | Conegliano              | 21/06/2019 |
| 2018     | 11"95 | San Giovanni Lupatoto   | 1/07/2018  |
| 2017     | 12"03 | Sacile                  | 7/07/2017  |
| 2016     | 12"48 | San Vito al Tagliamento | 9/06/2016  |

| Stagione | Tempo | Luogo    | Data       |
| -------- | ----- | -------- | ---------- |
| 2022     | 23"55 | Rieti    | 26/06/2022 |
| 2021     | 23"68 | Grosseto | 13/06/2021 |
| 2020     | 24"28 | Padova   | 30/08/2020 |
| 2019     | 24"22 | Rieti    | 9/06/2019  |
| 2018     | 24"73 | Agropoli | 3/06/2018  |
| 2017     | 24"99 | Rieti    | 17/06/2017 |
| 2016     | 25"85 | Gorizia  | 5/06/2016  |
| 2015     | 26"67 | Gorizia  | 12/09/2015 |
| 2014     | 26"52 | Tolmezzo | 21/06/2014 |
| 2013     | 29"12 | Gorizia  | 12/09/2013 |

## Palmarès
| Anno | Manifestazione                  | Sede    | Evento          | Risultato    | Tempo |
| ---- | ------------------------------- | ------- | --------------- | ------------ | ----- |
| 2021 | Europei U23                     | Tallinn | 100 metri piani | Semifinale   | 11"73 |
| 2021 | Europei U23                     | Tallinn | staffetta 4x100 | Finale, squ. |       |
| 2022 | Giochi del Mediterraneo         | Oran    | 100 metri piani | Finale, 7a   | 11"71 |
| 2022 | Campionati del Mediterraneo u23 | Pescara | 200 metri piani | Argento      | 23"93 |

## Campionati nazionali
- 1 volta campionessa italiana promesse nei 200 metri piani (2022)

2017
- Argento ai campionati italiani u18 indoor - 200 m
- 6ª ai campionati italiani u18 indoor - 60 m [7]
- 7ª ai campionati italiani u18 - 100 m [8]

2018
- Bronzo ai campionati italiani u20 indoor - 200 m [9]
- 5ª ai campionati italiani U20 (outdoor) - 200 m [10]
- 7ª ai campionati italiani u20 indoor - 60 m

2019
- Argento ai campionati italiani u20 indoor - 200 m [11]
- Bronzo ai campionati italiani U20 (outdoor) - 200 m [12]
- 5ª ai campionati italiani u20 indoor - 60 m
- 7ª ai campionati italiani u20 - 100 m

2020
- Bronzo ai campionati italiani u23 indoor - 60 m [13]
- Bronzo ai campionati italiani assoluti - 4x100 m [14]
- 4ª ai campionati italiani u23 outdoor - 200 m [15]
- 5ª ai campionati italiani u23 - 100 m
- 6ª ai campionati italiani assoluti (outdoor) - 100 m
- 7ª ai campionati italiani assoluti (outdoor) - 200 m

2021
- Argento ai campionati italiani u23 - 100 m
- Argento ai campionati italiani u23 outdoor - 200 m [16]
- 7ª ai campionati italiani assoluti (outdoor) - 200 m [17]
- 8ª ai campionati italiani u23 indoor - 60 m [18]

2022
- Oro ai campionati italiani u23 outdoor - 200 m
- Bronzo ai campionati italiani u23 - 100 m [19]
- 4ª ai campionati italiani assoluti (outdoor) - 200 m [20]
- 5ª ai campionati italiani u23 indoor - 60 m [21]